# الفقر في ماليزيا

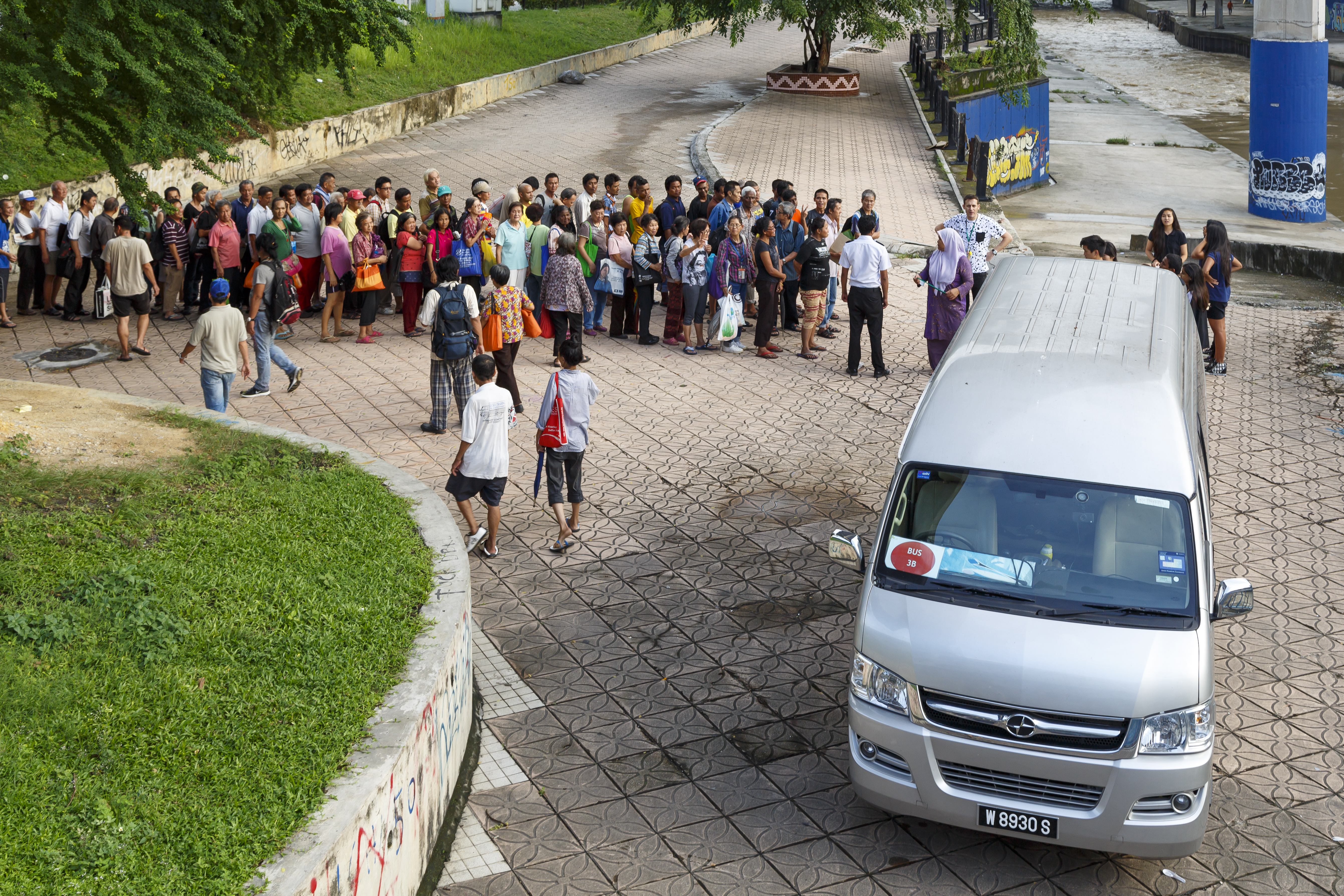
منظمة خيرية في ماليزيا تشارك الطعام لمحتاجين

الفقر في ماليزيا هي قضية اقتصادية مثيرة للجدل. كان تعريف الفقر وخط الفقر للماليزيين محل نزاع، وقد قوبلت السياسات الحكومية لمعالجة الفقر مثل السياسة الاقتصادية الماليزية الجديدة باحتجاج سياسي. يبلغ إجمالي عدد سكان ماليزيا 31 مليون نسمة اعتبارًا من عام 2015، يعيش 0.6٪ منهم تحت خط الفقر الوطني. نمت ماليزيا بسرعة من حيث التنمية الاقتصادية. أحد المؤشرات أنه في عام 2014 كان 65.6٪ من السكان الذين تتراوح أعمارهم بين 15 عامًا وما فوق يعملون ومنخرطين في سوق العمل.

## التاريخ
بعد استقلال ماليزيا سيطرت الشركات الاستعمارية البريطانية على أجزاء كبيرة من الاقتصاد الماليزي. ثانيًا من الناحية الاقتصادية لهذه الاحتكارات كانت شركات التجزئة الصغيرة التي تديرها العوائل الماليزية الصينية وشركات إقراض الأموال الصغيرة التي يديرها عدد قليل من الهنود الماليزيين.
بعد حادثة 13 مايو عام 1969 حيث اندلعت أعمال شغب عنصرية في العاصمة الفيدرالية كوالالمبور، بدأت السياسة الاقتصادية الماليزية الجديدة. كان الغرض منها هو تضييق الفوارق في الثروة بين مجتمعات الملايو وغير الملايو في البلاد من خلال العمل الإيجابي في تدخل الدولة في الاقتصاد.
وقد اقتُرح أنه على الرغم من نجاح السياسة الاقتصادية الجديدة في البداية في تحقيق هدفها المتمثل في تقليص الفجوة الاقتصادية بين المجتمعات المختلفة في البلاد، إلا أن تسييسها في التسعينيات والعقد الأول من القرن الحادي والعشرين أعاق تنفيذها، خلال هذه الفترة ورد أن التفاوت الاقتصادي بين الأعراق بين الملايو زاد. تم استخدام الأدلة القصصية للإشارة إلى أن مجتمعات الملايو الريفية لم يتم الارتقاء بها اقتصاديًا من قبل السياسة الاقتصادية الجديدة.
مع تحديث البلاد ظهرت أشكال جديدة من الفقر، كانت إحدى هذه المشاكل مشكلة الفقر الحضري. تم تسمية التنمية الاقتصادية على أنها سبب الفقر بين «الأسر التي تعيلها امرأة عزباء، وكبار السن في الريف، والعمال غير المهرة، والعمال المهاجرين» من قبل اقتصادي محلي.
أشاد برنامج الأمم المتحدة الإنمائي بماليزيا لما تردد عن برامج ناجحة للحد من الفقر. بشكل رسمي، وقال: «في عام 2002 انخفض بنسبة 5.1 في المائة من 7.5 في المائة في عام 1999. وانخفض عدد الأسر الفقيرة بنسبة 25.6 في المائة إلى 267.900. إذا تم استبعاد عدد المعوقين والمعاقين وكبار السن الذين تلقوا دعمًا اجتماعيًا من الحكومة، فإن معدل انتشار الفقر في عام 2002 يقدر بنحو 4.5 بالمائة».
في عام 2019 شككت الأمم المتحدة في أرقام الفقر الصادرة عن ماليزيا. صرحت ماليزيا أن أرقام الفقر لديها انخفضت إلى 0.4٪ في عام 2016 بالمقارنة مع 49٪ في عام 1970. وذلك لأن ماليزيا حددت الفقر على أنه دخل الأسرة شهريًا أقل من 980 رينغيت ماليزي. جادل مسؤولو الأمم المتحدة بأن ماليزيا قد حددت أيضًا خط الفقر. منخفض ودخل الأسرة أكثر من 980 رينغيت ماليزي ولكن أقل من 2000 رينغيت ماليزي في الواقع تحت فئة الفقر أيضًا. كما ذكرت الأمم المتحدة أن معدل الفقر الواقعي في ماليزيا يتراوح من 16٪ إلى 20٪. ومع ذلك فإن ماليزيا متمسكة بادعائها مشيرة إلى أن تأكيدات الأمم المتحدة غير صحيحة.